# Teorija spoznaje
Teorija spoznaje ili Gnoseologija (drugi nazivi: noetika, kritika spoznaje) je filozofska disciplina koja ispituje mogućnosti istinite spoznaje i raspravlja o spoznajnim izvorima, njihovom obujmu, pretpostavkama, granicama, kriteriju i objektivnoj vrijednosti spoznaje. Riječ je grčkog porijekla.

## Gnoseološki pravci
- Empirizam
- Senzualizam
- Racionalizam
- Intuicionalizam
- Kriticizam
- Iracionalizam

(i drugi)

## Relevantni članci
- Filozofija
- Metafizika i ontologija
- Etika
- Estetika
- Antropologija
- Logika i metodologija

## Vanjske poveznice
- U potrazi za općom teorijom i metodologijom tehničkih znanosti
- ffri.uniri.hr  Arhivirana inačica izvorne stranice od 1. lipnja 2010. (Wayback Machine)